# Mușătești
Muşăteşti é uma comuna romena localizada no distrito de Argeş, na região de Muntênia. A comuna possui uma área de 97.00 km² e sua população era de 4022 habitantes segundo o censo de 2007.